# Nasua
Nosál (Nasua) je rod drobných šelem patřící do čeledi medvídkovitých (Procyonidae). Kromě dvou druhů rodu Nasua se českým jménem nosál označuje ještě nosál horský, který má však v odborném názvosloví samostatný rod Nasuella.
Nosálové jsou stromová zvířata. Při pohybu v korunách stromů jim dlouhý ocas pomáhá udržovat rovnováhu. Jak už jméno napovídá, nosálové se vyznačují velmi prodlouženým čenichem, na kterém mají dlouhé smyslové chlupy. Nosálové jsou všežravci, ale nejvíce se živí drobnými živočichy, které svým jemným čenichem nacházejí v lesní půdě.